# Man ska leva för varandra (musikalbum)
Man ska leva för varandra är ett musikalbum med Spotlight där även Leif "Loket" Olsson och Catarina Reimertz sjunger från 1992.

## Låtförteckning
1. Tro, hopp och kärlek
2. Tag mig med dig (Ciao Amore)
3. My Guy
4. Put Your Head On My Shoulder
5. Frihetens dans
6. Such A Night
7. När lyktorna tänds på andra sidan bron (med Leif "Loket" Olsson)
8. Det syns i dina ögon
9. Can't Buy Me Love
10. Han måste gå (He'll Have To Go)
11. Vi väntar till imorgon
12. Hey Paula
13. String Of Pearls
14. Man ska leva för varandra (med Leif "Loket" Olsson)